# Шампань
Шампань (фр. Champagne, лат. Campania) — историческая область во Франции, знаменитая винодельческими традициями.

## География
На севере Шампань граничила с областью Льеж и Эно, на северо-востоке — с Люксембургом, на востоке — с Баром, Тулем и Лотарингией, на юго-востоке — с Франш-Конте, на юге — с Бургундией, на юго-западе — с Гатине, на западе — с Бри, на северо-западе — с Лаонне и Суассонне. После 1790 года земли Шампани вошли в состав департаментов Об, Марны, Марны Верхней, Арденн и отчасти Эны и Йонны. Местность отличается равнинным характером, откуда и произошло латинское название Campania, встречающееся у писателей с VI в. н. э.
В настоящее время Шампань входит в состав региона Гранд-Эст («большой восточный»).

## История
Археологические раскопки обнаружили существование человека в Шампани в четвертичную эпоху. Наряду с памятниками палеолитического периода найдено ещё больше памятников неолитического и бронзового периодов, причём в последнем ясно замечается греческое влияние.
До завоевания римлянами Галлии Шампань была населена тремя галльскими племенами — лингонами, сенонами и ремами. Значительная часть лингонов и сенонов, в поисках новых земель, с VI в. до н. э. предпринимала опустошительные набеги на Северную Италию. Когда Цезарь прибыл в Галлию в качестве проконсула, сначала лингоны и ремы, а затем и сеноны вступили с ним в союз и отдались под его покровительство. Тем не менее они принимали деятельное участие в восстании Верцингеторига. Август присоединил область ремов к провинции Бельгике, а земли лингонов и сенонов — к Галлии Лугдунской. Страна подверглась быстрой романизации. Были проведены прекрасные дороги; на месте военных лагерей стали возникать большие города, застраивавшиеся великолепными зданиями; только в названиях некоторых городов сохранились следы населявших когда-то Шампань племён: Реймс (ремы), Лангр (лингоны), Санс (сеноны), Труа (трикассы). В 69 году друиды, пользуясь происходившими в это время смутами из-за императорского престола, пытались поднять среди галльских племён восстание, во главе которого стал лингон Юлий Сабин, но попытка кончилась полной неудачей, и Сабин был казнён.
Христианство начало распространяться в Шампани со II века. По преданию, первые епископы Шампани — св. Сикст Реймсский, Меммий Шалонский и Савиниан Санский — были непосредственными учениками апостола Петра. На самом деле их деятельность и мученическая смерть относятся к концу III века.
В середине III века Шампань подверглась нападению алеманнов и вандалов. В IV веке императорам Констанцию Хлору, Юлиану и Валентиниану удалось отразить нападения германских полчищ и удержать за собой Лангр, Реймс и Сан. Ослабление империи в первой половине V в. повлекло за собой новые вторжения германцев. Особенно сильному опустошению подверглась Шампань во время нашествия Аттилы, разбитого Аэцием в 451 году около Шалона.
После падения Западной римской империи Шампань, входившая в состав владений Сиагрия, была завоёвана Хлодвигом. При разделах между детьми и внуками Хлодвига Шампань была разделена на две части: Реймс и Шадон отошли к Австразии, Лангр, Труа и Сан — к Бургундии. К концу VI в. относится первый известный герцог Шампани — Луп. Он был сначала приверженцем Хильдеберта II и Брунгильды, но придворные интриги заставили его бежать к Гунтрамну Бургундскому. Его преемник Винтрион командовал австразийцами в войне с лангобардами, затем неудачно пытался завоевать для Хильдеберта II Нейстрию и был казнён Брунгильдой в 598 году.
В конце VII века известны Ваймер, ставший сначала на сторону могущественного майордома Эброина в его борьбе с отёнским епископом Леодегаром, но затем поссорившийся со своим покровителем и поплатившийся за это жизнью — и Дрогон, сын Пипина Геристальского. В эпоху Каролингов город Труа, принадлежавший раньше Бургундии, снова отошёл к Шампани и стал её столицей. Первый граф Труа, получивший этот город в бенефиций, — Альдрамн, современник Карла Великого и Людовика Благочестивого. После Альдрамна Шампань перешла в руки Эда, сына Роберта Сильного, который и был первым наследственным её графом (854). Эд, избранный в короли Франции, передал Шампань своему брату Роберту, который тоже был после смерти брата провозглашён королём и боролся из-за престола с Карлом Простоватым.
15 июня 923 года Роберт был убит в сражении при Суассоне и, умирая, завещал Шампань своему зятю Герберту, графу Вермандуа. Герберт II (923—943) поддерживал кандидатуру Рауля Бургундского на французский престол. Притворно вступив в переговоры о союзе с Карлом Простоватым, он захватил его и продержал его в крепости Шато-Тьерри четыре года. Стремясь расширить свои владения, он захватил Реймс и Лан, но встретил отпор со стороны Рауля. Герберт освободил тогда Карла и признал его королём, но Рауль отнял у Герберта большую часть его владений, и только после смерти Рауля Герберту удалось вернуть Реймс.
Преемник Герберта, Роберт (943—968 гг.), вёл беспрерывную войну с герцогами бургундскими из-за пограничных областей. Его сын Герберт II (968—993 гг.) был верным приверженцем короля Лотаря в его борьбе с Германией и лотарингскими баронами и не сочувственно отнёсся к избранию в короли Гуго Капета. С сыном Герберта II, Стефаном I (993—1019), прекратилась мужская линия и Шампань перешла к родственнику царствовавшей династии по женской линии, графу Блуа Эду I (1019-37). Эд сумел отстоять Шампань от притязаний короля Роберта Набожного и присоединил к ней Сан. После смерти Роберта он принудил короля Генриха I бежать в Нормандию, но затем последний, при помощи нормандского герцога Роберта Дьявола, победил Эда и отнял у него Сан.
Когда в Арелатском королевстве прекратилась мужская линия, Эд стал оспаривать наследство у германского императора Конрада II и завоевал часть Бургундии, но был убит при Бар-ле-Дюке. Его два сына, Стефан II и Тибо III, разделили его владения. Они отказались принести вассальную присягу королю Генриху I. Из-за этого началась война, во время которой умер Стефан. У его преемника Эда II отнял все его владения его дядя, граф Блуа Тибо I.
Эд II сопровождал Вильгельма Завоевателя в его походе в Англию, где и поселился, став родоначальником графов Albemarle и Holderness. Тибо I разделил свои владения между своими сыновьями; Шампань досталась Эду III (1089—1093), которому наследовал его брат Гуго (1093—1125), присоединивший к Шампани Бар-ле-Дюк и Витри. В 1104—1108 годах Гуго совершил поход в Святую Землю, а по возвращении оттуда намеревался вступить в орден иоаннитов. Благодаря его содействию, св. Бернард основал знаменитое аббатство Клерво. Подозревая в неверности свою жену, Гуго в 1125 году снова отправился в Палестину и умер там рыцарем ордена тамплиеров. Свои земли он уступил своему племяннику, графу Блуа Тибо II Великому.
Тибо наследовал его старший сын Генрих I Щедрый (1152-81), прозванный так за свою щедрость по отношению к церкви. Ещё при жизни своего отца Генрих I принимал участие во втором крестовом походе, вместе с королём Людовиком VII. Вернувшись, он всю жизнь оставался верным его вассалом и помогал ему в войне с Генрихом Плантагенетом из-за Аквитании и Пуату. Когда после смерти папы Адриана IV Фридрих Барбаросса не признал папу Александра III, Генрих I выступил в качестве посредника между императором и Людовиком VII, поддерживавшим папу. В 1178 году Генрих снова отправился в крестовый поход, со значительным числом вассалов. На возвратном пути он попал в плен к туркам, но был освобождён благодаря ходатайству византийского императора.
XII и XIII веках были временем особенного процветания знаменитых ярмарок в Шампани, пользовавшихся особенным покровительством графов Шампани. Графы вообще охотно поддерживали городское население и давали ему льготы, в виде самоуправления, так как вследствие роста промышленности и торговли увеличивались и их доходы.
Генриху I наследовали его сын Генрих II Молодой, брат Генриха II — Тибо III, сын последнего Тибо IV, сделавшийся королём наваррским, и сын Тибо IV, Тибо V. Тибо V наследовал его брат Генрих III Толстый (1270-74), женатый на племяннице Людовика IX, Бланке. После преждевременной смерти Генриха III, Шампань и Наварру наследовала его двухлетняя дочь Жанна, под регентством своей матери. Так как Наварре грозил король арагонский Педро III, то Бланш вступила в соглашение с французским королём Филиппом III, по которому до совершеннолетия Жанны управление Наваррой брал на себя Филипп III, а после совершеннолетия Жанна должна была вступить в брак с сыном короля Филиппом Красивым. Бланш вступила во второй брак с Эдмундом Ланкастером, братом английского короля Эдуарда I, который и управлял Шампанью до совершеннолетия Жанны. В 1284 году состоялся брак Жанны с Филиппом Красивым, и Шампань потеряла самостоятельное значение, став провинцией французского королевства.
Во время Столетней войны Шампань была одним из главных театров военных действий и почти целиком в начале XV века перешла в руки англичан. При помощи Жанны д’Арк Карл VII проехал в Реймс, а потом скоро вернул себе и всю Шампань. Столетняя война, затем войны Франциска I с Карлом V (Шампань тоже была одним из театров войны) и, наконец, религиозные войны второй половины XVI века (в Шампани было особенно много протестантов, благодаря близости Германии и Швейцарии) сильно подорвали экономическое благосостояние Шампани, и она никогда уже не смогла достичь такого процветания, как в XII и XIII веках.
Шампань была театром первого похода союзников против революционной Франции в конце XVIII века. Навстречу надвигавшимся австрийцам и пруссакам французы выступили в Шампани и заняли Аргонские теснины, эти Фермопилы Франции, как их назвал Дюмурье; последний думал сначала в ответ на вторжение союзников броситься в австрийские Нидерланды, рассчитывая, что его необученные войска для этого более годны, чем для оборонительной войны, но должен был уступить настояниям военного министра Сервана и занял позицию в ущелье близ Гранпре. Прусские войска несомненно превосходили французов в выправке и в знании военного ремесла, а командовал ими один из лучших полководцев того времени, герцог Карл-Вильгельм-Фердинанд Брауншвейгский. Пруссаков было 42 тыс., а за ними двигались австрийцы в количестве 70 тыс. человек.
Манифест герцога возбудил во Франции страшное озлобление и ярость. Союзники, взяв Лонгви и Верден, заняли позицию по Маасу, которая делала, казалось, невозможным соединение Дюмурье с Келлерманом; но герцог Брауншвейгский пропустил удобный момент занять проходы в Аргонском лесу, что заметил Дюмурье и тотчас же занял проход Гранпре, а Диллон — Иллеттское дефиле (5 сентября), что дало возможность спокойно ожидать прихода Келлермана.
11 сентября герцог Брауншвейгский выступил из Вердена, чтобы обойти Аргонские теснины; день спустя Калькрейт и Клерфе благополучно соединились. Искусным движением Клерфе без труда занял позицию при Круа-о-Буа, что побудило Дюмурье покинуть Гран-пре; но герцог Брауншвейгский упустил удобный момент разбить французов и послал им вслед 1200 гусаров, которые и разбили 12-тысячный отряд отступавшего врага. Дюмурье, Келлерман, Диллон и Бернонвиль стали между Сен-Менегу и Аргонами, открыв союзникам дорогу на Шалон и Реймс. Келлерман стоял на высотах Вальми. 20 сентября на него обрушилась прусская армия, но он, после нерешительного боя, отступил, потерпев нравственное поражение, так как поколебалась вера в непобедимость войск Фридриха Великого. 24 октября союзники ушли в Люксембург.